# ОШ „Душан Вукасовић Диоген” Бечмен
Основна школа Душан Вукасовић Диоген се налази у насељу Бечмен у градској општини Сурчин у граду Београду. Поред Бечемена, ова школа има истурено одељење за ученике од првог до четвртог разреда у Петровчићу. 
Године 1955. одлуком тадашње СО Земун основана школа из Петровчића је припојена основној школи у Бечмену и од тада ова школа носи име народног хероја Душана Вукасовића Диогена (1909—1945), ратног команданта 36. војвођанске дивизије. Вукасовић је 1909. године рођен у Петровчићу и после завршене Учитељске школе је службовао као учитељ у селу Купинову и Петровчићу.  

## Оснивање
Као почетак рада школе помиње се 1806. година када се у Бечмену, при црквеној општини, отвара прво одељење са 10 полазника. Одељење је водио месни парох, а финансирано је, углавном, од стране мештана.
Касније је у раду школе било извесних прекида све до 1875. године, када је за потребе школе купљена једна сеоска кућа. Била је покривeна трском, зидови оплетени од прућа, облепљени блатом и окречени. Постојало је једно одељење са четири разреда. Званичан назив био је „Пучка школа“.
Како су Бечмен у то време населили Немци, школу су похађала деца немачке националности. До 1918. године званично писмо било је латиница, а говорни језик српскохрватски. Од 1918. године користе се оба писма равноправно. После Првог светског рата Немци у селу отварају одвојено немачко одељење, у коме ради учитељ немачке народности. После Првог светског рата руши се стара школска зграда, а на исто место подиже се нова, са учитељским станом (стари део зграде Дома културе).
Године 1924. дограђује се још једна учионица, у коју прелази српско одељење. При школи почиње да ради и одељење петог разреда. Ученици свих разреда наставу похађају у једном одељењу, што је знатно отежавало васпитно-образовни рад.
У току Другог светског рата рад одељења био је знатно отежан. Српско одељење напушта школску зграду, а настава се одвија у парохијском стану православне цркве.

## После Другог светског рата
После Другог светског рата школа наставља да ради као четвороразредна, а од 1952. године отварају се одељења 5. и 6. разреда по наставном програму за шестогодишње основне школе.
Школске 1957/58. почела је изградња нове школске зграде, која је завршена октобра 1957. Настава се одвијала у четири учионице, у две смене. Школа прераста у пуну осмогодишњу школу са осам разреда. У школи је радило 10 просветних радника. 
Школске 1958/59. године за директора школе постављен је Милутин Вујадиновић.
Одлуком НОО Сурчин под управу школе у Бечмену стављена је школа у Петровчићу, у којој су радила три учитеља.
У периоду од 1960-64. године број ученика је био у сталном порасту. Школске 1963/64. било је 308 ученика.
Двадесет другог јула 1964. године почели су радови на новој школској згради и 13. јуна 1965 . године прослављено је њено усељење.
Наредних година повећавао се број ученика.
Школске 1975/76. године за директора је именован Душан Прокопљевић.
Школу су у наредном периоду посетили многи познати књижевници: Мирослав Антић, Арсен Диклић, Мира Алечковић, Десанка Максимовић, Драган Лукић…
Школске 1996/97. године за директора школе именован је Бошко Свилар.

## Школа данас
Године 2006. дошло је до реновирања школе. Дограђен је још један спрат и почело се са кабинетском наставом . Опремљен је кабинет за информатику и рачунарство, свака учионица је снабдевена компјутером, а имамо и учионицу која је снабдевена свом пропратном опремом за одвијање мултимедијалне наставе.
Јула 2013. године на место директора постављен је Душко Недељковић.